# Gare de Moult - Argences
Gare de Moult - Argences vasútállomás Franciaországban, Moult településen.

## Vasútvonalak
Az állomást az alábbi vasútvonalak érintik:
- Mantes-la-Jolie–Cherbourg-vasútvonal

## Kapcsolódó állomások
A vasútállomáshoz az alábbi állomások vannak a legközelebb:
- Gare de Mézidon
- Gare de Frénouville - Cagny